# Ausreißermodell
Unter einem Ausreißermodell wird in der Zeitreihenanalyse ein univariates Zeitreihenmodell verstanden, bei dem auffällige Beobachtungswerte entdeckt und modelliert werden sollen. Im Gegensatz zum Interventionsmodell ist dabei der Zeitpunkt t, an dem der auffällige Beobachtungswert auftritt, nicht bekannt. Der auffällige Beobachtungswert oder auch Ausreißer kann dabei in zwei Formen auftreten:
- als additiver Ausreißer {\displaystyle Y_{t}={\begin{cases}X_{t},\qquad \quad \mathrm {f{\ddot {u}}r} \quad t\not =\tau \\X_{t}+\omega ,\quad \mathrm {f{\ddot {u}}r} \quad t=\tau \end{cases}}} oder
- als innovativer Ausreißer {\displaystyle Y_{t}=X_{t}+{\frac {\Theta (L)}{\Phi (L)}}\omega \varepsilon _{t}^{(\tau )}}.

Der additive Ausreißer wirkt dabei nur in der Periode {\displaystyle \tau }, in der er auftritt. Der innovative Ausreißer wirkt auch in den Folgeperioden nach. Dabei bildet{\displaystyle {\frac {\Theta (L)}{\Phi (L)}}} das Gedächtnis des Prozesses.
Für die Entwicklung eines Ausreißermodells wird die Prozessgleichung so umgeformt, dass man die ausreißerkontaminierte Schockvariable {\displaystyle e_{t}} erhält. Danach kann wie folgt vorgegangen werden:
- 1. Schritt: Die ausreisserkontaminierte Schockvariable {\displaystyle e_{t}} wird mithilfe der Kleinste-Quadrate-Schätzung geschätzt.
- 2. Schritt: Es werden die Hypothesen {\displaystyle H_{1}}: „Zeitreihe hat additiven Ausreißer“, und {\displaystyle H_{2}}: „Zeitreihe hat innovativen Ausreißer“ gegen {\displaystyle H_{0}}: „Zeitreihe hat weder einen additiven noch einen innovativen Ausreißer“ getestet.
- 3. Schritt: Dieses Verfahren wird solange wiederholt bis im letzten Durchlauf kein Ausreißer mehr entdeckt wird.